# Бабич, Юрий Владимирович
Юрий Владимирович Бабич (17 декабря 1957, Ленинград) — российский фотограф.

## Биография
Родился в Ленинграде, в 1976 году переехал в Москву.
Заниматься фотографией стал в 1977 году, снимал камерами формата 6х6 и 13х18. В фотографии его интересует не технические аспекты и не репортаж. Он экспериментирует со зрительными конструкциями, импровизируя, как бы играет. Сейчас он работает с камерой Canon 5D mark II.
Участник знаменитой XVII-ой молодёжной выставки в Манеже в 1987 году. Его работы в начале 90-х вошли в коллекцию «Инкомбанка».
Основал в 1985—1986 году фотогруппу «Декабрь», куда входили фотографы Андрей Аксёнов, Виталий Дианов, Сергей Потапов и другие.
Основал в 1989 году «Общество читателей письма» одно из первых художественных объединений, в деятельность которого входили перформансы, видеоарт, и синтетические акции с музыкой и текстами.
С 2002 преподаватель и ведет собственную мастерскую на Кафедре фотографии в университете культуры (курс Юрия Бабича).
Почетный член Союза фотохудожников России.
С 2014 года ведет авторский курс в Московском Доме Фотографии.

## Персональные выставки
- 1991 — «Ковры». Галерея «Школа», Москва.
- 1992 — «Стереотаксический кабинет». Галерея «Критинен», Хельсинки, Финляндия.
- 1992 — «Свадьба». Галерея в Трехпрудном пер., Москва.
- 2007 — «LED DIGITAL». АРТСтрелка, Москва.

## Групповые выставки
- 1983-87 — Квартирные выставки. Москва.
- 1986 — Фестиваль. Валка, Латвия.
- 1987 — Организатор и участник Фотофестиваль. Красногорск.
- 1987 — Закрытая выставка-акция. Углич.
- 1988 — Выставка «Репрезентация», л/о «Эрмитаж», Профсоюзная ул., д. 100, Москва.
- 1988 — «Осенний фотосалон в горкоме графиков». М. Грузинская, 28, Москва. XVII молодёжная выставка.
- 1988 — Выставка Дом художника на Кузнецком мосту, Москва.
- 1988 — Галерея «Hippoite», Хельсинки, Финляндия.
- 1989 — «Современная советская фотография». Музей фотографии, Оденц, Дания 1988-89
- 1989 — «Smile, please!» («Улыбку, пожалуйста!»). Galerie Comptoirde la Photographie, Париж, Франция; Porfolio Gallery, Лондон, Великобритания; Киноцентр, Москва.
- 1989 — Выставка «Современная фотография». Стокгольм и другие города Швеции.
- 1989 — Копенгаген, Дания Участник Фестиваль перформанса. Роскильд, Дания.
- 1990 — Видеофестиваль северных стран. Копенгаген, Дания.
- 1990 — Выставка «150 лет фотографии». Манеж, Москва.
- 1990 — «Искусство экспедиции». «Каширка», Москва.
- 1990 — «За культурный отдых». «Каширка», Москва.
- 1991 — «Монохром». «Каширка», Москва.
- 1991 — «APT МИФ 2». Манеж, Москва.
- 1992 — Фестиваль «Искусство Новой России». Финляндия.
- 1993 — «Yurij Babich — Vladislav Efimov». Vanha Gallery. Хельсинки, Финляндия.
- 1993 — «APT МИФ 3». Манеж, Москва.
- 1994 — «Барокко конца века…». Государственный музей «ЭРМИТАЖ» и ВХПУ им. В. Мухиной, Санкт-Петербург.«Коммерсантъ»
- 1995 — Выставка коллекции Инкомбанка. Москва, Санкт-Петербург, Самара, Новгород, Омск и др.
- 1995 — «Репродукция — mon amour». ЦСИ, Москва.
- 1995 — «Искусство современной фотографии». ЦДХ, Москва.
- 1994 — Выставка «Neue Fotokunst aus Russland». Badischer Kunstverein, Тур: Карлсруэ; Galerie im Karmelitenkloster, Франкфурт-на-Майне; Kunsthalle Faust, Ганновер; Museum Volk und Wirtschaft, Дюссельдорф; Neuer Berliner Kunstverein, Берлин; Hertener Fototage, Хертен, Германия
- 1996 — Групповая Выставка Клуб «Манхеттен», Москва
- 1998 — Выставка: «Красный уголок» совместно с Олегом Куликом. XL Галерея.
- 1999 — Выставка « Живые Мертвые» галерея Escape Москва.
- 2001 — Выставка Общества Читателей Письма г. Ярославль
- 2005 — Организатор и куратор и участник выставки Кафедры фотомастерства МГУКИ Галерея «Юнион» Союз фотохудожников России.
- 2006 — Организатор и куратор и участник выставки «Институт Фотографии» Галерея «Юнион» Союз фотохудожников России. Выставка являлась результатом работы семинара, который проходил встенах МГУКИ в течение 3 лет с 2003 по 2006 год, является результатом работы семинара.
- 2006 — Куратор выставки «Институт Фотографии» город Дубна
- 2007 — Выставка «LED DIGITAL» АРТ СТРЕЛКА. МОСКВА.
- 2007 — Куратор выставки О. Полесовщиковой. (Три качества) Галерея Елены Врублевской

## Публикации в книгах
- Taneli Escola & Hannu Eerikainen «Toisinnakijat» (Инаковидящие) Helsinki 1988
- «Say Cheese!», Soviet Photography 1968—1988 Editions du Comptoir de la Photographie 1988
- Evgeny Berezner, Irina Chmyreva, Natalia Tarasova and Wendy Watriss. «Contemporary Russian Photography», FotoFest 2012 Biennial Houston.